# John Stuart (ator)
John Stuart, nasceu John Alfred Louden Croall (Edimburgo, 18 de julho de 1898 – Londres, 17 de outubro de 1979) foi um ator escocês, que foi popular nos filmes mudos britânicos na década de 1920. Ele atuou em dois filmes dirigidos por Alfred Hitchcock. Seu primeiro filme sonoro Kitty (1929), foi uma produção bem-sucedida.

## Filmografia selecionada
- The Lights of Home (1920)
- Her Son (1920)
- The Great Gay Road (1920)
- Land of My Fathers (1921)
- Sinister Street (1922)
- Quatermass 2
- Compelled (1960)
- Pit of Darkness (1961)
- Danger by My Side (1962)
- Paranoiac (1963)
- The Scarlet Blade (1964)
- Young Winston (1972)
- Royal Flash (1975)
- Superman (1978)